# ルッジェロ・デオダート
ルッジェロ・デオダート（Ruggero Deodato, 1939年5月7日 - 2022年12月29日）は、イタリア出身の映画監督である。イタリアの映画監督らしく、ロジャー・デオダート（Roger Deodato）、ロジャー・ロックフェラー（Roger Rockefeller）という別名を使用しながら、アクションやラブロマンスなど、ジャンルを問わずに作品を手がけているが、ホラー映画の『カニバル』『食人族』が代表作。

## 生涯
デオダートはバシリカータ州ポテンツァで生まれ、幼い頃家族とともにローマに移住した。 その後、彼はデンマークに行き、7歳の時にピアノを弾き、小さなオーケストラで演奏をし始めた。 しかし、イタリアに戻ると、デオダートは担任の先生から"音楽には向いていない。"と言われたのを機に退団した。
18歳の時、チネチッタが近くにある農場に引っ越して育った。ロベルト・ロッセリーニの息子と親しくなったデオダートは撮影所に出入りするようになる。そしてセルジオ・コルブッチ監督の下で演出を学び、『続・荒野の用心棒』に助監督として映画製作に携わるようになった。1960年代後半、彼はテレビコマーシャルのために映画館を出る前にコメディ、ミュージカル、スリラー映画を監督した。 1976年、彼はバイオレンスアクション映画『バニシング』で一躍その名を轟かせた。
1977年、ウンベルト・レンツィ監督の『怪奇！魔境の裸族』のヒットに対抗すべく『カニバル』（本作は後にデオダートの名を世界に広めた『食人族』の元ネタ）を監督した。
2022年12月29日、死去
。

## 主な監督作品
- 電撃!秘宝強奪指令/地獄のシンジケート Phenomenal and the Treasure of Tutankhamen (1968)
- 女戦士ゼナベル Zenabel (1969)
- バニシング Live Like a Cop, Die Like a Man (1976)
- カニバル Ultimo Mondo Cannibale (1977)
- フィーリング・ラブ Feeling Love (1978)
- コンコルド The Concorde Affaire '79  (1979)
- 真夜中の狂気 The House on the Edge of the Park (1980)
- 食人族 Cannibal Holocaust (1980)
- サバイバル・ショット/恐怖からの脱出 Cut And Run (1985)
- ブラディ・キャンプ/皆殺しの森 Body Count (1987)
- グレート・バーバリアン The Barbarians and Company (1987)
- ヘルバランス Phantom of Death (1988)
- ダイヤル・ヘルプ Dial Help (1988)